# Estampille (agroalimentaire)
Pour les articles homonymes, voir Estampille.

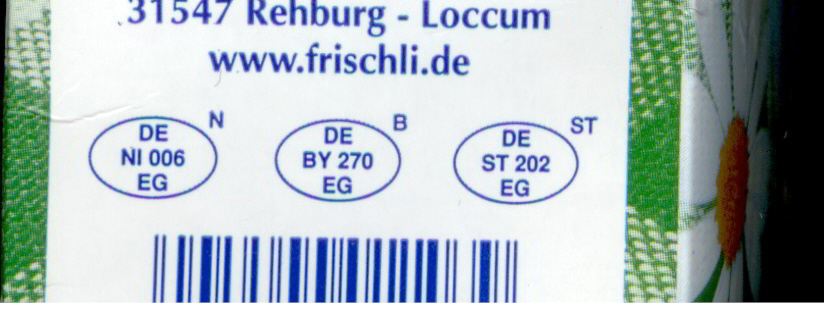
Estampille sur une brique de lait Tetra Pak allemande

L’estampille est la marque ovale qui se trouve sur le produit alimentaire ou sur son emballage et qui permet sa commercialisation, car elle certifie l’agrément sanitaire de l’unité de production. Pour les pays de l’Union Européenne, cette marque est de forme ovale et commence par le code à deux lettres du pays où a été emballée (et potentiellement produite) la denrée ; la suite du code est propre à chaque pays.
L'estampille peut s'appeler « marque de salubrité » ou « estampille de salubrité », « estampille sanitaire ». Elle n'est obligatoire que pour les denrées d'origine animale (viandes, charcuteries, lait, œufs, poissons, crustacés…), mais s'étend à toute catégorie depuis l'entrée en vigueur du paquet hygiène entré en vigueur le 1er janvier 2007 en application du règlement 178/2002 du Parlement Européen. (1er janvier 2006 selon une publication du ministère de l'agriculture du 7 avril 2020.)

## Structure des codes en France
En France, après les lettres FR, on trouve le numéro du département de production, le code INSEE de la commune de production et le numéro de l'usine de production agroalimentaire de cette commune.
Par exemple, le code FR 49.099.001 se décompose comme suit :
- FR : France ;
- 49 : Maine-et-Loire ;
- 099 : Cholet ;
- 001 : première entreprise de production alimentaire enregistrée sur la commune.

Dans le cadre de la viande bovine, les lettres FR ne sont obtenues que si l'animal est né, élevé et abattu en France,.

## Liste des codes
Le projet collaboratif Open Food Facts effectue une collecte citoyenne de ces codes et des codes EMB qu'il relie aux données publiques publiées en open data par les ministères de l'agriculture de l'Union Européenne.